# Memphis soul
Genres associés
Southern soul
La Memphis soul (littéralement : « soul de Memphis »), également connu sous le nom de Memphis sound, est un sous-genre de la musique soul, qui constitue la branche la plus importante de la Southern soul. C'est un style chatoyant et sensuel produit dans le courant des années 1960 et 1970 à Memphis, Tennessee, principalement chez Stax et Hi Records.
Beaucoup de chansons de Memphis soul sont interprétées par des chanteurs accompagnés par les groupes maison de Stax, Hi et Goldwax Records. Le son de la Memphis soul est différent du son de Motown à Détroit. Après l'essor de la musique disco à la fin des années 1970, la soul de Memphis diminue quelque peu en popularité. Aujourd'hui, le Stax Museum of American Soul Music et la Stax Academy se consacrent à la préservation du son de Memphis.

## Histoire

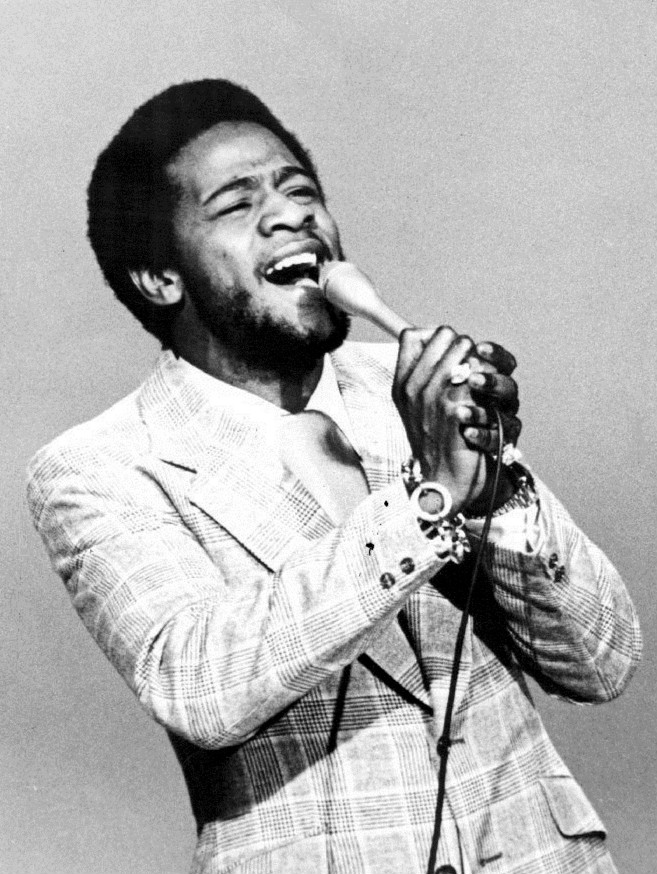
Al Green en 1973.

La ville de Memphis a une longue tradition d'innovation musicale. Elle a déjà connu le développement du blues (et le Memphis blues) et l'avènement du rock 'n' roll, notamment grâce à Elvis Presley et au label Sun Records. Avec l'essor des firmes Hi et surtout Stax dans les années 1960, la ville de Memphis hérite de surnom de « Soulsville ».
En 1958, Jim Stewart et Estelle Axton convertissent une ancienne salle de cinéma en studio d'enregistrement au coin de McLemore Avenue et de College Street. Peu de temps après, Rufus Thomas et sa fille Carla, enregistrent le premier tube du label, Cause I Love You, suivis de près par The Mar-Keys, un groupe de rhythm and blues local qui enregistre Last Night. Au cours des 14 années suivantes, Stax lance les carrières et enregistre des succès pour Otis Redding, The Staple Singers, Johnnie Taylor, Albert King, Eddie Floyd, Wilson Pickett, Sam & Dave, William Bell et Isaac Hayes. Sur les quelque 800 singles et 300 albums enregistrés par Stax, 167 chansons sont entrées dans le Top 100 des charts pop et 243 dans le Top 100 des charts R&B, 8 ont reçu un Grammy Award et une est récompensée par un Oscar.
La section rythmique de Stax représente la quintessence de l'intégration raciale du label. Groupe mixte composé de Booker T. Jones, Steve Cropper, Donald « Duck » Dunn et Al Jackson, Jr., Booker T. and the M.G.'s fournit l'accompagnement instrumental de Rufus et Carla Thomas, Sam & Dave, et de nombreux autres artistes, le groupe enregistrant également sous son propre nom, notamment le hit instrumental Green Onions. The Bar-Kays, qui accompagnent Otis Redding et Isaac Hayes, sont l'autre groupe maison du label.
Le terme « Memphis sound » est parfois utilisé pour désigner spécifiquement le son de Stax Records.
Lancé par un trio de musiciens de Sun Studio — Ray Harris, Bill Cantrell et Quentin Claunch — avec Joe Cuoghi, l'un des propriétaires de Poplar (Pop) Tunes, un magasin de disques local, les premières réalisations de Hi Records sont principalement rockabilly. Quand ce style  perd de sa popularité de label se tourne vers le rock instrumental et obtient son premier succès, grâce au Bill Black Combo. Mais à mesure que la décennie avance, Hi note une fois de plus un changement dans le paysage musical et, sous la direction du producteur, chef d'orchestre et compositeur Willie Mitchell, évolue pour devenir un label de musique soul à succès.
Hi apparait sur la scène nationale avec Ann Peebles. Elle atteint les charts en 1969 avec Walk Away suivi de Part Time Love. Elle enregistrera plus tard Breaking Up Somebody's Home et I Can't Stand the Rain. Al Green rejoint Willie Mitchell et Hi Records, et ensemble, ils deviennent la source par excellence de la musique soul dans les années 1970. Avec des tubes tels que Tired of Being Alone, Let's Stay Together et Take Me to the River, Green établi un son caractéristique pour Hi Records, autour d'un groupe maison qui devient connu sous le nom de Hi Rhythm Section. Ce groupe, recruté par Mitchell, est composé des frères Charles Hodges (orgue), Leroy Hodges (basse) et Mabon « Teenie » Hodges (guitare), et du batteur Howard Grimes. Le batteur Al Jackson Jr. joue et co-écrit également de nombreux succès pour le label. Mitchell recrute aussi les Memphis Horns de Stax.
Un autre label de Memphis, Goldwax Records, produit les artistes O. V. Wright, James Carr ou Spencer Wiggins.

## Caractéristiques
La soul de Memphis est issue du blues et du gospel, mais est également influencée par la country. La Memphis soul, musique urbaine, diffère du reste de la Southern soul par un son légèrement plus policé, tandis que le soul rurale (ou deep soul) est un peu plus rude. Elle est caractérisée par des lignes de cuivres mélodiques jouées à l'unisson, un orgue, une guitare, une basse et un rythme de batterie entraînant.
La place prédominante de l’orgue Hammond, qui trouve ses racines dans la musique gospel telle qu'on la pratiquait dans les églises, est l’une des marques de fabrique du Memphis sound. Le jeu de basse venu du blues de Donald « Duck » Dunn en est une autre. Le contretemps instauré par Al Jackson à la batterie et la rythmique si particulière de la guitare de Steve Cropper constituent eux aussi une spécificité du son des studios de Memphis. Selon Cropper : « Au départ on mettait l'accent sur le deuxième et le quatrième temps de chaque mesure, jusqu'au jour où on a enregistré In the Midnight Hour de Wilson Pickett (1965). Jerry Wexler d’Atlantic était présent et il a insisté pour qu’on modifie un peu le rythme, pour coller à celui du jerk qui était à la mode. On continuait à accentuer les deuxième et quatrième temps, mais avec un léger décalage, comme un écho. C’est ce qui donne une couleur si particulière à la chanson. Par la suite on a fait la même chose avec des titres comme Knock on Wood d’Eddie Floyd, Hold On, I'm Comin' de Sam & Dave ou See Saw de Don Covay. C'est comme ça que le son Stax voit le jour ».  Les Memphis Horns, la célèbre section de cuivres composée principalement de Wayne Jackson et Andrew Love, sont un autre élément clé du son de Memphis. Ils enregistrent d'ailleurs successivement pour les deux labels Stax et Hi Records.
La composition du Hi Rhythm Section — batterie, basse, guitare, et orgue — est la même que celle des groupes maisons de Stax, mais la production de Mitchell et les licks brillants du légendaire guitariste Teenie Hodges, créent un son distinctif pour le label.